# Rex Hughes
Rex Hughes (Hermosa Beach, 24 settembre 1938 – Nipomo, 9 maggio 2016) è stato un allenatore di pallacanestro e dirigente sportivo statunitense, professionista nella NBA.